# East Wigston
East Wigston var en civil parish 1894–1935 när det uppgick i Wigston Magna i grevskapet Leicestershire i England. Civil parish var belägen 8 km från Leicester och hade 119 invånare år 1931.